# 梅氏虹銀漢魚
梅氏虹銀漢魚，為輻鰭魚綱銀漢魚目虹銀漢魚科的其中一種，分布於印尼巴布亞省Holmes湖流域，為熱帶魚類，體長可達9公分，棲息在海拔450公尺的高山湖泊底中層水域，生活習性不明，可做為觀賞魚。